# Равелло, Жерар
Жера́р Равелло́ (фр. Gerard Ravello; род. 5 марта 1959) — французский кёрлингист.
В составе мужской сборной Франции участник четырёх чемпионатов мира (лучший результат — седьмое место в 1988) и трёх чемпионатов Европы (лучший результат — седьмое место в 1999). Участник двух чемпионатов мира среди юниоров.
Играл в основном на позициях первого и второго.

## Команды
| Сезон   | Четвёртый     | Третий             | Второй        | Первый        | Запасной                              | Турниры                             |
| ------- | ------------- | ------------------ | ------------- | ------------- | ------------------------------------- | ----------------------------------- |
| 1978—79 | Клод Фейж     | Gilles Marin-Pache | Жерар Равелло | Кристоф Боан  |                                       | ЧМЮ 1979 (9 место)                  |
| 1979—80 | Yves Tronc    | Кристоф Боан       | Жерар Равелло | Андре Жувен   |                                       | ЧМЮ 1980 (8 место)                  |
| 1980—81 | Жерар Равелло | Андре Жувен        | Жак Жюльен    | Жерар Алазе   |                                       | ЧМ 1981 (10 место)                  |
| 1987—88 | Кристоф Боан  | Жерар Равелло      | Ален Бранги   | Тьерри Мерсье |                                       | ЧЕ 1987 (12 место)                  |
| 1987—88 | Кристоф Боан  | Тьерри Мерсье      | Жерар Равелло | Ален Бранги   |                                       | ЧМ 1988 (7 место)                   |
| 1991—92 | Тьерри Мерсье | Кристоф Боан       | Спенсер Мюнье | Жерар Равелло |                                       | ЧМ 1992 (10 место)                  |
| 1994—95 | Тьерри Мерсье | Кристоф Боан       | Патрик Филипп | Жерар Равелло | Лионель Турнье тренер: Michel Jeannot | ЧЕ 1994 (13 место)                  |
| 1999—00 | Тьерри Мерсье | Сирил Прюне        | Эрик Лаффен   | Жерар Равелло | Лионель Турнье                        | ЧЕ 1999 (7 место) ЧМ 2000 (9 место) |

(скипы выделены полужирным шрифтом)